# 175-й меридіан західної довготи
175-й меридіан західної довготи — лінія довготи, що лежить на 175 градусів західніше Гринвіцького меридіана. Вона проходить від Північного полюса через Північний Льодовитий океан, Азію, Тихий океан, Південний океан та Антарктиду до Південного полюса.
175-й меридіан західної довготи формує велике коло разом із 5-тим меридіаном східної довготи.

## Список географічних об'єктів, що перетинає 175° зх. д.
Починаючи на Північному полюсі та рухаючись до Південного полюса, 175-й меридіан західної довготи проходить через:
| Координати                                                   | Країна, територія або море | Примітки                                                                            |
| ------------------------------------------------------------ | -------------------------- | ----------------------------------------------------------------------------------- |
| 90°0′ пн. ш. 175°0′ зх. д. / 90.000° пн. ш. 175.000° зх. д.  | Північний Льодовитий океан |                                                                                     |
| 71°46′ пн. ш. 175°0′ зх. д. / 71.767° пн. ш. 175.000° зх. д. | Чукотське море             |                                                                                     |
| 67°27′ пн. ш. 175°0′ зх. д. / 67.450° пн. ш. 175.000° зх. д. | Росія                      | Проходить через Чукотський півострів                                                |
| 64°47′ пн. ш. 175°0′ зх. д. / 64.783° пн. ш. 175.000° зх. д. | Берингове море             | Проходить східніше острова Конюжий[en], Аляска, США                                 |
| 52°5′ пн. ш. 175°0′ зх. д. / 52.083° пн. ш. 175.000° зх. д.  | США                        | Аляска — проходить через острів Атка                                                |
| 52°1′ пн. ш. 175°0′ зх. д. / 52.017° пн. ш. 175.000° зх. д.  | Тихий океан                | Проходить східніше островів Као і Тофуа, Тонга                                      |
| 21°2′ пд. ш. 175°0′ зх. д. / 21.033° пд. ш. 175.000° зх. д.  | Тонга                      | Проходить через острів Ата                                                          |
| 21°3′ пд. ш. 175°0′ зх. д. / 21.050° пд. ш. 175.000° зх. д.  | Тихий океан                | Проходить східніше островів Тонгатапу, Тонга Проходить західніше острова Еуа, Тонга |
| 60°0′ пд. ш. 175°0′ зх. д. / 60.000° пд. ш. 175.000° зх. д.  | Південний океан            |                                                                                     |
| 78°27′ пд. ш. 175°0′ зх. д. / 78.450° пд. ш. 175.000° зх. д. | Антарктида                 | Проходить через Територію Росса (претендує Нова Зеландія)                           |